# Puig Pedrós (Isona i Conca Dellà)
El Puig Pedrós és un puig de l'antic terme de Figuerola d'Orcau, actualment pertanyent al terme municipal d'Isona i Conca Dellà, a la comarca del Pallars Jussà.
De 540,5 m. alt., està situat uns 2.800 metres a l'oest-sud-oest de la vila de Figuerola d'Orcau, a prop i al nord del riu de Conques. No és un puig que destaqui gaire del paisatge del seu entorn, que forma tot el sector sud-oest d'aquell antic terme. Respecte del terme sencer actual, el Puig Pedrós és a l'extrem de ponent.
El seu cim més alt és el Tossal de la Cassola. Possiblement en aquest lloc hi hagué un megàlit, que apareix documentat el 973 com a ipsa Petra Fita (en llatí tardà o baixmedieval).